# Innervision
Innervision è un singolo promozionale del gruppo musicale statunitense System of a Down, pubblicato nel 2002 ed estratto dal terzo album in studio Steal This Album!.

## Descrizione
Come molti brani di Steal This Album!, Innervision fu eseguita dal vivo in poche occasioni tra il 2002 e il 2003, per poi essere stata eseguita tra il 2011 e il 2012 durante il tour di riunione del gruppo.

## Tracce
1. Innervision – 2:35

## Formazione
Gruppo
- Daron Malakian – chitarra, voce
- Serj Tankian – voce, tastiera
- Shavo Odadjian – basso
- John Dolmayan – batteria

Produzione
- Rick Rubin – produzione
- Daron Malakian – produzione
- Andy Wallace – missaggio
- David Schiffman – registrazione
- Thom Russo – registrazione, missaggio
- Rich Balmer – assistenza tecnica
- Dwight Hume – assistenza tecnica
- Vlado Meller – mastering
- Steve Kadison – assistenza al mastering

## Classifiche
| Classifica (2002)             | Posizione massima |
| ----------------------------- | ----------------- |
| Stati Uniti                   | 107               |
| Stati Uniti (alternative)     | 12                |
| Stati Uniti (mainstream rock) | 14                |